# The Long Fall Back to Earth
The Long Fall Back to Earth — девятый студийный альбом американской христианской рок-группы Jars of Clay, вышедший 21 апреля 2009 года с помощью лейблов Gray Matters и Essential Records. Альбом получил положительные отзывы музыкальных критиков и интернет-изданий и номинирован на премию Грэмми.

## История
The Long Fall Back to Earth — первый альбом группы Jars of Clay, в который не вошли кавер-версии песен с альбома 2002 года The Eleventh Hour. The Long Fall Back to Earth является продолжением нашумевшего альбома Good Monsters. В середине февраля группа выпустила первый сингл с альбома, «Two Hands», а также клипы на песни на своём сайте вместе с предзаказом. Альбом занял 10-е место в списке самых ожидаемых альбомов 2009 года по версии Jesus Freak Hideout.
В конце октября был выпущен второй сингл, «Heaven».
Альбом был номинирован на премию «Грэмми» в категории «Лучший поп/современный госпел-альбом».

## Отзывы
| Оценки критиков         | Оценки критиков |
| Источник                | Оценка          |
| ----------------------- | --------------- |
| AllMusic                | [ 2 ]           |
| The Christian Manifesto | [ 3 ]           |
| Christianity Today      | [ 4 ]           |
| CM Spin                 | 8.69/10         |
| Cross Rhythms           | [ 6 ]           |
| Indie Vision Music      | [ 7 ]           |
| Jesus Freak Hideout     | ·               |
| Louder Than the Music   | 4.8/5           |
| New Release Tuesday     | [ 10 ]          |
| Patrol magazine         | 6.9/10          |

Альбом получил положительные отзывы музыкальных критиков и интернет-изданий.
AllMusic отметил, что в альбоме «квартет в разной степени перенял электронную поп-стилистику Дэвида Боуи, Flaming Lips и MGMT, частично отказавшись от живой ритм-секции в пользу той, что вдохновлена 80-ми», в то время как JesusFreakHideout сказал, что альбом представляет собой «пышную коллекцию поп-рок песен с индийским оттенком, которая оказывается хорошо сбалансированной и солидной работой от начала до конца» и что «Стиль самого альбома — снова, в истинной моде Jars of Clay — заметно отличается от звучания их предыдущего релиза, неся с собой сильные синти-рок вибрации 80-х годов».

## Список композиций
Слова и музыка всех песен — Jars of Clay, кроме обозначенных.
| №                   | Название                 | Автор(ы)                                    | Длительность |
| ------------------- | ------------------------ | ------------------------------------------- | ------------ |
| 1.                  | «The Long Fall»          |                                             | 2:19         |
| 2.                  | «Weapons»                |                                             | 3:28         |
| 3.                  | «Two Hands»              | Jars of Clay, Jeremy Lutito, Gabe Ruschival | 4:26         |
| 4.                  | «Heaven»                 | Jars of Clay, Lutito, Ruschival             | 3:18         |
| 5.                  | «Closer»                 |                                             | 3:56         |
| 6.                  | «Safe to Land»           |                                             | 4:47         |
| 7.                  | «Headphones»             |                                             | 4:54         |
| 8.                  | «Don't Stop»             |                                             | 3:44         |
| 9.                  | «Boys (Lesson One)»      |                                             | 4:01         |
| 10.                 | «Hero»                   |                                             | 4:52         |
| 11.                 | «Scenic Route»           | Jars of Clay, Lutito, Ruschival             | 5:41         |
| 12.                 | «There Might Be a Light» |                                             | 3:56         |
| 13.                 | «Forgive Me»             |                                             | 3:53         |
| 14.                 | «Heart»                  |                                             | 5:50         |
| Общая длительность: | Общая длительность:      | Общая длительность:                         | 59:06        |

| №   | Название                                        | Длительность |
| --- | ----------------------------------------------- | ------------ |
| 15. | «Headphones (Jeff Savage's Tomorrowland remix)» | 4:48         |
| 16. | «Two Hands (JMO remix)»                         | 5:18         |
| 17. | «Stories Behinds the Songs» (Video)             | 9:52         |

| №                   | Название                                        | Длительность |
| ------------------- | ----------------------------------------------- | ------------ |
| 1.                  | «Save My Soul»                                  | 3:07         |
| 2.                  | «Caught-Escape»                                 | 3:20         |
| 3.                  | «Love Won't Let Us»                             | 3:59         |
| 4.                  | «Headphones (Jeff Savage's Tomorrowland remix)» | 4:48         |
| 5.                  | «Heaven (Jeff Savage's Love of Silence remix)»  | 3:36         |
| 6.                  | «Heart (Jeff Savage's Solar Funk remix)»        | 5:05         |
| Общая длительность: | Общая длительность:                             | 23:53        |